# Моногідроксид алюмінію
Моногідроксид алюмінію або гідроксид алюмінію(I) — неорганічна хімічна речовина з молекулярною формулою AlOH. Складається з алюмінію зі ступенем окислення +1 й одного гідроксид-іона. Він був виявлений як молекулярна речовина в оболонці багатої киснем червоної надгігантської зорі, хоч в таких місцях речовини, що містять метали або гідроксиди, вважаються рідкістю.

## Отримання
У лабораторії AlOH можна отримати шляхом нагрівання алюмінію, так щоб він перетворився на пару перекису водню під низьким тиском. Інший метод полягає в конденсації суміші парів алюмінію, водню та кисню з аргоном у тверду речовину при 10K. Поряд з AlOH утворюються також молекули Al(OH)2, Al(OH)3, HAl(OH)2, цис-AlO2 і AlOAl.

## Властивості
Довжина зв'язку Al-O становить 1,682 Å, а для OH — 0,878 Å. Обертальні константи дорівнюють B0 = 15740,2476 МГц і D0 = 0,02481 МГц.